# Вадстена
Вадстена (на шведски: Vadstena) е град в Южна Швеция.

## География
Вадстена е разположен по източния бряг на езерото Ветерн. Градът е главен административен център на едноименната община Вадстена в лен Йостерйотланд. На 17 км северно от Вадстена е град Мутала. На 25 км източно от Вадстена е град Мьолбю. Има жп гара. Население 5613 жители по данни от преброяването през 2010 г.

## История
Вадстена е основан през 1268 г.

## Фотогалерия
- Сградата на общината във Вадстена
- Аптека във Вадстена
- Улица „Крабе“ във Вадстена
- Банка във Вадстена
- Северната част на замъка във Вадстена
- Източната част на замъка във Вадстена
- Девическият манастир във Вадстена